# University of Washington Women's Volleyball
La University of Washington Women's Volleyball è la squadra di pallavolo femminile appartenente alla University of Washington, con sede a Seattle (Washington): milita nella Big Ten Conference della NCAA Division I.

## Palmarès
- NCAA Division I: 1

2005

## Record
| Piazzamento          |    | Edizione                                                      |
| -------------------- | -- | ------------------------------------------------------------- |
| Tornei NCAA          | 28 | Vincitrice: 1 2005                                            |
| Tornei NCAA          | 28 | Semifinali: 4 2004, 2006, 2013, 2020                          |
| Tornei NCAA          | 28 | Elite Eight: 7 1988, 2003, 2008, 2010, 2015, 2016, 2019       |
| Tornei NCAA          | 28 | Sweet Sixteen: 5 1997, 2012, 2014, 2018, 2021                 |
| Tornei NCAA          | 28 | Secondo turno: 7 1994, 1996, 2002, 2007, 2009, 2011, 2017     |
| Tornei NCAA          | 28 | Primo turno: 4 1986, 1989, 2022, 2024                         |
| Titoli di conference | 7  | Pac-12 Conference: 7 2004, 2005, 2013, 2015, 2016, 2020, 2021 |

## Conference
- Northwest Women's Volleyball League: 1980
- Northern Pacific Athletic Conference: 1981-1985
- Pac-12 Conference[1]: 1986-2023
- Big Ten Conference[1]: 2024-

## National Player of the Year
- Krista Vansant (2013)

## National Coach of the Year
- Jim McLaughlin (2004)

## All-America

### First Team
- Laurie Wetzel (1988)
- Melinda Beckenahauer (1989)
- Angela Bransom (1996)
- Makare Desilets (1997)
- Paige Benjamin (2002)
- Courtney Thompson (2004, 2005, 2006)
- Sanja Tomašević (2005)
- Christal Morrison (2006, 2007)
- Krista Vansant (2013, 2014)
- Lianna Sybeldon (2015)
- Courtney Schwan (2016)
- Kara Bajema (2019)
- Samantha Drechsel (2020)
- Ella May Powell (2020)

### Second Team
- Melinda Beckenahauer (1988)
- Sanja Tomašević (2003)
- Christal Morrison (2004)
- Candace Lee (2005)
- Alesha Deesing (2006)
- Jessica Swarbrick (2007, 2008)
- Tamari Miyashiro (2008, 2009)
- Kindra Carlson (2009, 2010)
- Rebecca Perry (2010)
- Bianca Rowland (2011)
- Krista Vansant (2012)
- Christian Jones (2016)
- Bailey Tanner (2016)
- Claire Hoffman (2020, 2022)
- Samantha Drechsel (2021)
- Marin Grote (2021)

### Third Team
- Christal Morrison (2005)
- Jessica Swarbrick (2006)
- Tamari Miyashiro (2007)
- Jenna Hagglund (2008, 2009)
- Kaleigh Nelson (2013, 2014)
- Lianna Sybeldon (2014)
- Carly DeHoog (2017)
- Kara Bajema (2018)
- Ella May Powell (2019, 2021)
- Claire Hoffman (2020)

## Allenatori
- Joyce Johnson: 1974-1975
- Carol Garringer: 1976:1977
- Steve Suttich: 1978-1983
- Lindy Vivas: 1984-1987
- Debbie Buse: 1988-1991
- Bill Neville: 1991-2000
- Jim McLaughlin: 2001-2014
- Keegan Cook: 2015-2022
- Leslie Tuiasosopo: 2023-